# Оцоколич, Предраг
Предраг Оцоколич (серб. Предраг Оцокољић / Predrag Ocokoljić; 29 июля 1977, Белград, СФРЮ) — сербский футболист, защитник.

## Биография

### Клубная карьера
Выступал за команды «Доркол» и белградский «Палилук». Сезон 1997/98 провёл в клубе «Раднички» из города Ниш. В команде он сыграл 26 матчей и забил 1 гол.
После выступал за команду «Обилич». В сезоне 1998/99 вместе с командой стал серебряным призёром чемпионата Югославии, тогда «Обилич» уступил лишь «Партизану». В следующем сезоне клуб завоевал бронзовые медали, уступил лишь «Партизану» и «Црвене Звезде», получил право участвовать в Кубке Интертото. 17 июня 2000 года он дебютировал в еврокубках в проигранном матче Кубка Интертото против хорватской «Цибалии» (3:1), в домашнем матче «Обилич» сыграл вничью (1:1) и вылетел из турнира. В начале 2002 года побывал на просмотре в бельгийском «Генке», пробыв в расположении клуба три недели он вернулся в «Земун».
8 марта 2002 года он сыграл за «Земун» в национальном чемпионате, а через несколько дней подписал контракт с донецким «Шахтёром» и был внесён в заявку клуба. За основной состав Предраг провёл всего 1 матч в чемпионате Украины 8 апреля 2002 года против донецкого «Металлурга» (0:1), Оцоколич тогда вышел на замену на 74 минуте вместо Мариана Алиуцэ. Также Оцоколич провёл 5 матчей и забил 1 мяч за «Шахтёр-2» в Первой лиги Украины. Не сумев закрепится в «Шахтёре» он вернулся в «Обилич», где провёл ещё один год.
Летом 2003 года перешёл во французскую «Тулузу». В первом сезоне в команде он провёл 35 матчей и стал основным игроком клуба. В июле 2004 года в товарищеском матче он получил тяжёлую травму колена и не смог играть около восьми месяцем. Летом 2005 года он подписал двухлетний контракт с клубом «Шатору». В команде он провёл один год и сыграл в 16 матчах. Затем он недолгое время находился в составе «Обилича».
Летом 2007 года перешёл в кипрский АЕЛ из города Лимасол. В команде он играл на протяжении года и сыграл 24 матча. После перешёл в «Анортосис». В сезоне 2008/09 «Анортосис» завоевал бронзовые медали чемпионата Кипра, уступив лишь «Омонии» и АПОЭЛу. В этом же сезоне «Анортосис» впервые пробился в групповой раунд Лиги чемпионов, в квалификации клуб обыграл «Пюник», «Рапид» и «Олимпиакос». В групповом турнире «Анортосис» занял последнее 4 место, уступив «Вердеру», «Интернационале» и «Панатинаикосу». Оцоколич в еврокубковом выступлении провёл 9 матчей. В сезоне 2009/10 «Анортосис» стал серебряным призёром чемпионата.
Летом 2010 года он перешёл в «Этникос» из Ахна.

### Карьера в сборной
Провёл 4 матча в турнирах УЕФА за молодёжную сборную Югославии до 21 года.
В национальной сборной Сербии и Черногории дебютировал 16 ноября 2003 года в выездном товарищеском матче против Польши (4:3), Оцоколич начал матч в основе, но на 55 минуте был заменён на Слободана Марковича. Последний раз в сборной Предраг Оцоколич сыграл 31 марта 2004 года против Норвегии (0:1).

## Достижения
- Чемпион Украины: 2001/02[9].
- Серебряный призёр чемпионата Югославии (1): 1998/99
- Бронзовый призёр чемпионата Югославии (1): 1999/00
- Серебряный призёр чемпионата Кипра (1): 2009/10
- Бронзовый призёр чемпионата Кипра (1): 2008/09

## Личная жизнь
Предраг женат на Лидия Величкович, сестре певицы Светланы Ражнатович.